# アトレチコ・パウリスターノ
アトレチコ・パウリスターノ（ポルトガル語: Club Athletico Paulistano）は、サンパウロにおける社交・文化・スポーツを目的とした伝統的な上流階級向け倶楽部。

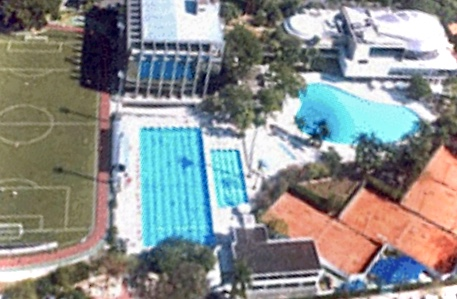
クラブ・アトレチコ・パウリウターノ航空写真

## 概要
クラブ・アトレチコ・パウリスターノは、サンパウロの上流階級居住エリアであるジャルジーム・パウリスタ地区内のジャルジーム・アメリカ（Jardim América）に所在。
 41,000m2超の敷地を有する。日頃、社交・文化・スポーツなどの活動の場・機会を提供しており、平均40以上のスポーツ、映画鑑賞、コンサート、劇場、美術展覧会、ワークショップなどの機会が用意されている。メンバー（基本白人）に提供する余暇・娯楽関連のサービスの質の高さは際立つ。日々、平均4,300人のメンバーを受け入れている。

## 沿革
19世紀から20世紀になろうとする折、若者達が集まって、当時既存の英国或いはドイツに起源を有する倶楽部とは対照的な純粋なブラジル人倶楽部を設立しようという考えに至った。1900年11月30日、正式に発足する。本部は、ヴェロドローム・パウリスターノ・スタジアム（最大収容人員：1万人、1916年解体）。当初、新クラブは、サッカーを推進することを目的とし、最初の15年間は成功した。

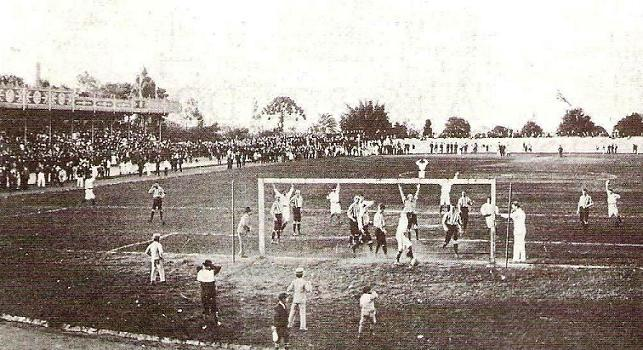
1905年、サンパウロ・アトレチコ・クラブ戦においてパウリスターノがゴールを決めた瞬間

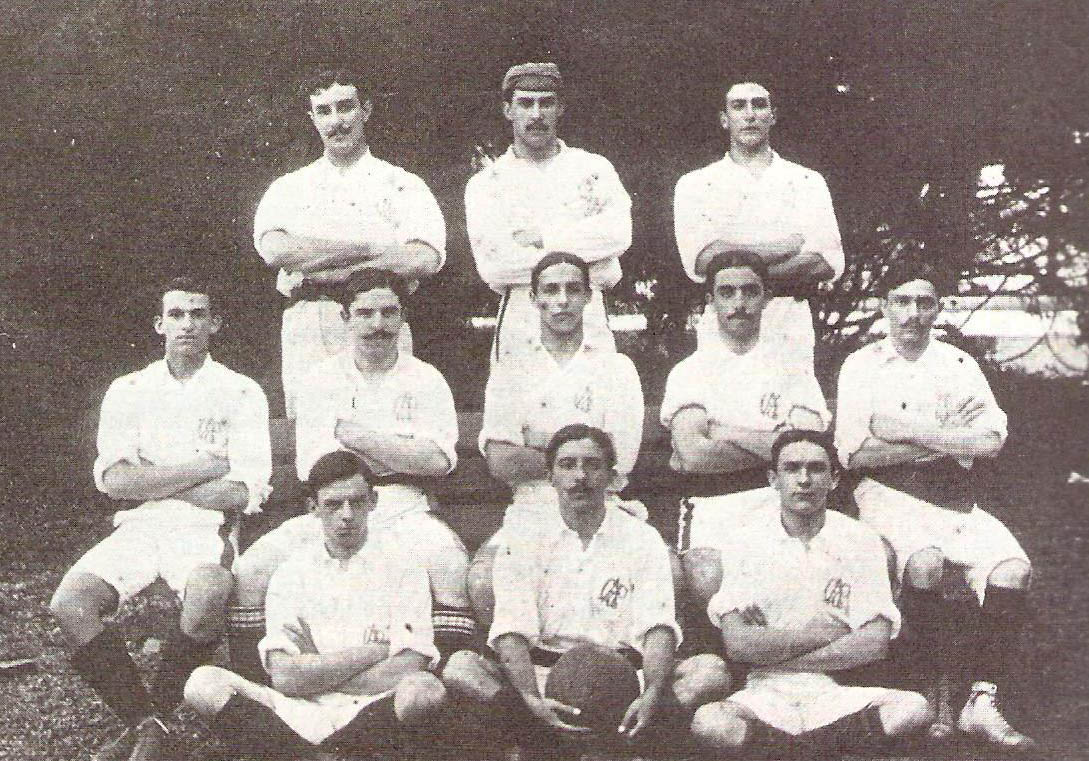
1905年に優勝した時のチームメンバー.

1915年、収用により、移転せざるを得なくなり、1917年12月29日、ジャルジーム・アメリカ・スタジアム（最大収容人員：1.5万人、1950年解体）に本部を移転した。

## スポーツ
- 学校体育
- カポエイラ
- トライアスロン
- 成人サッカー
- 子供サッカー
- 子供フットサル
- ビリアード
- フィットネスバイク
- ランニング
- 柔道
- 空手
- 体操
- ボディービル
- トランポリン
- バドミントン
- バスク・ペロタ
- バスケットボール
- ボクシング
- チェス
- バックギャモン
- フェンシング
- ゴルフ
- マーシャルアーツ
- ボート競技
- スカッシュ
- 競泳
- マスターズ水泳
- テニス
- 陸上競技
- バレーボール
- ウォーターポロ

など

## 体育館
1958年、ブラジル国内でクラブ・アトレチコ・パウリスターノ体育館建設のためのコンテストが行われ、当時29歳のパウロ・メンデス・ダ・ロシャ（en:Paulo Mendes da Rocha）が栄冠を手にし、その案が採用された。
- クラブ・アトレチコ・パウリスターノ体育館 2021年8月閲覧
- バスケットボールの試合の動画（Club Athletico Paulistano x Clube Internacional de Regatas） 2021年8月閲覧
- バスケットボールの試合の動画（Copa Paulista de Basketball Club Athletico Paulistano vs Monte Líbano） 2021年8月閲覧
- バスケットボールチーム 2021年8月閲覧
- クラブ・アトレチコ・パウリウターノ　(バスケットボール)（英語版）

## ゴルフ場
- São Fernando CAP（ゴルフ場画像） 2021年8月閲覧

## サッカー場・競走用トラック・テニスコート・スウィミングプール

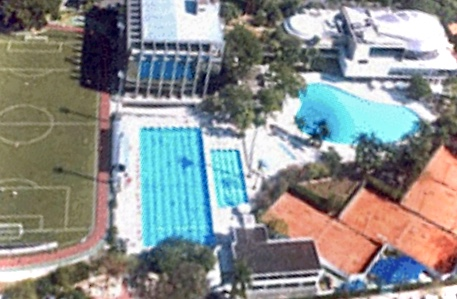
左より、楕円形の競走用トラックとその中のサッカー場・スウィミングプール・テニスコート（赤土）｜クラブ・アトレチコ・パウリウターノ

- スウィミングプール画像 2021年8月閲覧

## サッカー大会優勝歴
カンピオナート・パウリスタ
- 1905年：優勝
- 1908年：優勝（得点王：アトレチコ・パウリスターノ所属　ペレス）
- 1913年：優勝（得点王：アトレチコ・パウリスターノ所属　メスキタ）
- 1916年：優勝
- 1917年：優勝（得点王：アトレチコ・パウリスターノ所属　アルツール・フリーデンライヒ）
- 1918年：優勝（得点王：アトレチコ・パウリスターノ所属　アルツール・フリーデンライヒ）
- 1919年：優勝（得点王：アトレチコ・パウリスターノ所属　アルツール・フリーデンライヒ）
- 1921年：優勝（得点王：アトレチコ・パウリスターノ所属　アルツール・フリーデンライヒ）

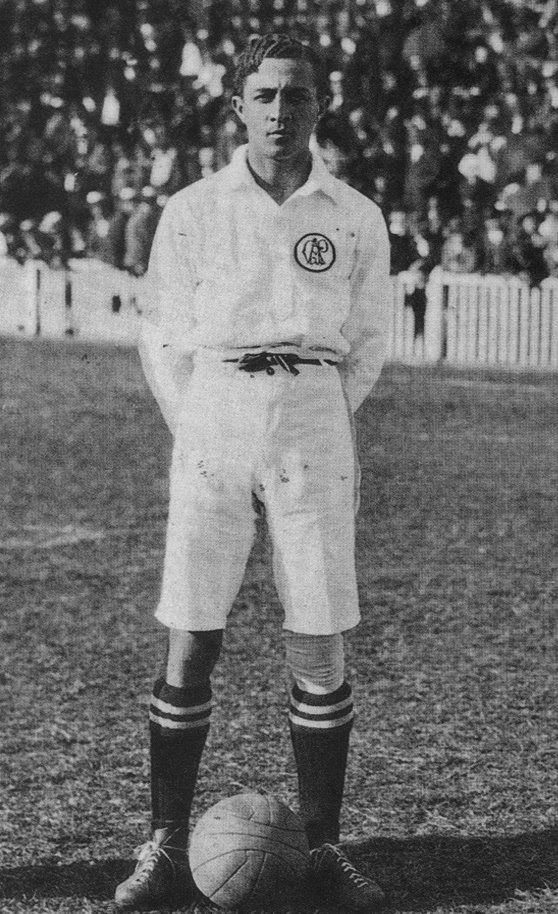
史上最多の生涯通算1329ゴールを挙げた伝説的ストライカー・アルツール・フリーデンライヒ（1925）

- 1927年：優勝（得点王：アトレチコ・パウリスターノ所属　アルツール・フリーデンライヒ）
- 1929年：優勝（得点王：アトレチコ・パウリスターノ所属　アルツール・フリーデンライヒ）

## 漕艇場
- ボート競技（動画） 2021年8月閲覧

## バー＆レストラン
同クラブ内には、いくつかバーとレストランが設けられている。
- 2022 Rooftop Soft Opening［屋外バー（動画付き）］ 2022年6月閲覧
- バー及びレストラン（食材の仕入れ・管理を行うスタッフ達、(寿司を含む)料理を行うシェフ達の様子を描いた動画付き） 2021年8月閲覧
- Arquivos Bares e Restaurantes｜Club Athletico Paulistano 2021年8月閲覧

## 附属幼稚園
メンバーの子供達のために、附属幼稚園がある。
- クラブ・アトレチコ・パウリスターノ・附属幼稚園（1958-1961） 2021年8月閲覧
- クラブ・アトレチコ・パウリスターノ附属幼稚園 2021年8月閲覧

## 幼児教育から児童・大人の文化活動まで
幼児教育、学芸会、コンサートなどの機会が、提供されている。
- 幼児教育から児童及び大人の文化活動まで（動画付き） 2021年8月閲覧

## コンサート
- コンサート画像（クラシック） 2021年8月閲覧
- コンサート画像 2021年8月閲覧
- コンサート画像 2021年8月閲覧

## 料理教室
- 美食（動画付き） 2021年8月閲覧

## 映画館・劇場・上映会
- SONIC O FILME（動画付き） 2021年8月閲覧
- 映画館と劇場 2021年8月閲覧

## 空撮（動画）
- 空撮（動画） 2021年8月閲覧